# Ellenbach (Floß)
Ellenbach ist Ortsteil des Marktes Floß im Bezirk Oberpfalz im Landkreis Neustadt an der Waldnaab.

## Geographische Lage
Der Weiler Ellenbach liegt ungefähr drei Kilometer nördlich von Floß an der Staatsstraße 2181. Östlich von Ellenbach befindet sich ein ausgedehntes Waldgebiet, der Wildenauer Wald und der Steinbruck. An dessen Westrand befindet sich eine Bergkette, die Ellenbach von Osten her umgibt. Von Nord nach Süd: Kohlbühl (568 m), Tannenbühl (605 m), Haustein (617 m), Greil (593 m) und Geierholz (554 m).

## Geschichte

### 13. und 14. Jahrhundert
Die erste urkundliche Erwähnung von Ellenbach (auch: Erlbach, Elhenpach, Elhenbach, Ellenpach, Ellnpach) stammt aus dem Jahr 1261.
In einer Urkunde bestätigte Ludwig Pfalzgraf bei Rhein und Herzog in Bayern dem Abt Johann des Klosters Waldsassen das Patronatsrecht auf Erlbach (= Ellenbach), Uelsenreuth (= Ilsenbach) und Geizen (= Gösen) und den Zehnten in Slattin (= Schlattein).
Ellenbach wurde im niederbayerischen Salbuch aufgeführt.
Es wurde Heinrich Wildenawer als Eigentümer von 6 Höfen in Ellenbach genannt.
Dieses Salbuch stammt aus der Zeit zwischen 1269 und 1320.
In diesem Verzeichnis wurden folgende zu Floß gehörigen Ortschaften genannt:
Bergnetsreuth, Boxdorf, Diepoltsreuth, Ellenbach, Gösen, Grafenreuth, Hardt, Haupertsreuth, Kalmreuth, Niedernfloß, Oberndorf, Pauschendorf, Ritzlersreuth, Schlattein, Schönberg, Weikersmühle, Welsenhof, Würnreuth, Würzelbrunn.
Ellenbach wurde auch im Böhmischen Salbüchlein genannt.
Es wurden für Ellenbach 7 Höfe verzeichnet, die jährlich zusammen 30 Käse und 300 Eier Abgaben leisten mussten.
Das Böhmische Salbüchlein enthielt Aufzeichnungen aus der Zeit von 1366 bis 1373 für alle Ortschaften, die im oben zitierten niederbayerischen Salbuch genannt wurden und zusätzlich Plankenhammer als hamer zu Mekenhofen.

### 15. und 16. Jahrhundert
Ellenbach wurde im Salbuch von 1416/1440 verzeichnet.
Es wurden die folgenden 4 Bauernfamilien in Ellenbach genannt: Vlerich, Pogner, des Hannßen Sohn, Hennßel Per. Außerdem wurde ein öder Hof erwähnt.
Als Scharwerkdienste mussten die 4 Bauern Mist laden, ackern, holzrücken, düngen, wenn darum gebeten wurde.
Die Abgaben für alle 4 Bauernhöfe zusammen betrugen im Jahr 1 Achtl 2 Nepf Korn, 1 1/2 Achtl Weizen, 5 1/2 Achtl 1/2 Nepf Gerste, 16 Achtl 1 1/2 Nepf Hafer, 30 Käse, 300 Eier, 5 Hühner.
Bargeld musste von den 4 Bauern zusammen zu Walburgi und zu Michelstag jeweils 5 Pfund gezahlt werden.
Dieses Salbuch, mit Informationen über die zu Floß gehörenden Ortschaften stammt aus der Zeit 1416 bis 1440.
In ihm erschienen folgende zu Floß gehörende Ortschaften, wie in den beiden älteren Salbüchern:
Bergnetsreuth, Boxdorf, Diepoltsreuth, Ellenbach, Gösen, Grafenreuth, Hardt, Haupertsreuth, Niedernfloß, Oberndorf, Pauschendorf, Ritzlersreuth, Schlattein, Schönberg, Welsenhof, Würnreuth, Würzelbrunn.
Es fehlten: Kalmreuth, Plankenhammer, Weikersmühle.
Hinzu kamen: Fehrsdorf, Gailertsreuth, Konradsreuth, Meierhof, Wilkershof.
Kraft von Vestenburg verkaufte 1546 das Dorf Ellenbach mit fünf Höfen an den Bürger Veit Löbel aus Neustadt an der Waldnaab.
In einem Verzeichnis der Mannschaften um das Jahr 1559 wurden die folgenden zu Floß gehörigen Ortschaften aufgeführt:
Bergnetsreuth, Boxdorf, Diebersreuth, Diepoltsreuth, Ellenbach, Fehrsdorf, Gailertsreuth, Gösen, Grafenreuth, Hardt, Haupertsreuth, Höfen, Konradsreuth, Meierhof, Niedernfloß, Oberndorf, Pauschendorf, Plankenhammer, Ritzlersreuth, Schnepfenhof, Schönberg, Steinfrankenreuth, Weikersmühle, Welsenhof, Wilkershof, Würnreuth, Würzelbrunn.
Für Ellenbach wurden die folgenden fünf Mannschaften verzeichnet:
Georg Peer, Erhardt Zanner, Jacob Nickell, Veyt Mherll, Christoff Pressl.

### 17. Jahrhundert
Während des Dreißigjährigen Krieges zogen in den Jahren 1620 und 1621 die Mansfeldischen Soldaten durch Ellenbach.
Dabei raubten sie den Bauern Geld, Vieh, Getreide, Lebensmittel, Kleidung, Wäsche, Betten, kupferne Pfannen und Töpfe, Werkzeuge, Waffen usw., fischten die Weiher ab und verbrannten und zerstörten die Bauernhöfe.
Eine Schadensaufstellung für Ellenbach aus dem Jahr 1621 ergab einen Schaden von insgesamt 729 Gulden und 35 Kreuzer.
Im Hof der Friedrichsburg in Vohenstrauß fand 1650 die Erbhuldigung gegenüber Pfalzgraf von Pfalz-Sulzbach Christian August statt.
Ellenbach erscheint auf der Huldigungsliste mit den 5 Hofbesitzern:
Georg Keckh, Andres Volladt, Michael Riebl, Georg Biehler, Martin Weiß.
Im Jahr 1652 wird Ellenbach beschrieben mit 5 Höfen.
Seine Einwohner zu dieser Zeit waren 5 Bauern, nämlich 4 Ehepaare, 1 Witwe, 20 Kinder.
Das Vieh bestand aus 12 Ochsen, 10 Kühen, 14 Jungrindern, 6 Schweinen, 3 Schafen.

### 18. Jahrhundert
Eine Beschreibung des Fürstlichen Pflegamtes Floßerbürg aus dem Jahr 1704 verzeichnete für
Ellenbach 5 Mannschaften, 5 Höfe.
In einer historisch-statistischen Beschreibung des Pflegamtes Floß von 1794 wurden aufgeführt für
Ellenbach 5 Bauern, 1 Häusler, 1 Tagelöhner, 1 Hirt, insgesamt 61 Einwohner.
Um 1800 hatte Ellenbach 7 Häuser und 54 Einwohner.

### 19. Jahrhundert bis Gegenwart
Ellenbach gehörte zum Steuerdistrikt und zur Ruralgemeinde Schlattein, die Anfang des 19. Jahrhunderts gebildet worden waren.
Zum Steuerdistrikt Schlattein gehörte außer Schlattein noch der Weiler Ellenbach.
Der Steuerdistrikt Schlattein hatte insgesamt 186 Einwohner und 27 Wohngebäude.
Die unmittelbare Landgemeinde Schlattein bestand aus den Dörfern Kalmreuth und Schlattein, den Weilern Auerberg und Ellenbach und der Einöde Geiermühle.
Die Ortschaft Ellenbach hatte 1817 62 Einwohner und 7 Wohngebäude, 1861 51 Einwohner und 1961 28 Einwohner und 5 Wohngebäude.
Am 1. Januar 1972 wurde die Gemeinde Schlattein und damit auch Ellenbach in den Markt Floß eingegliedert.

## Hausnamen in Ellenbach
- Girg Erl: Ellenbach 5, abgekürzt von Georg Erhard.[19]